# Identification friend or foe
Identification friend or foe (IFF) (da: identifikation, ven eller fjende) er et elektronisk system, der gør det muligt med sikkerhed at identificere et radarekko. Systemet benyttes som oftest af militære radarsystemer til at skelne mellem kampfly som ven eller fjende. Systemet bruges i stigende grad også mellem køretøjer og skibe.

## Funktion
Et IFF-system er baseret på to apparater, en interrogator (da: forhører) typisk på land, et skib eller fly samt en transponder placeret i et fly. Denne transponder er udstyret med et kryptosystem. Interrogatoren udsender en forespørgsel, samtidig med at radaren udsender sin radarpuls, og transponderen om bord på fartøjet svarer, hvis kryptonøglerne svarer overens. I tilfælde af et svar er flyet positivt identificeret som en ven, og et passende symbol vises på radarskærmen (monitoren).
Teknisk set benytter det militære IFF-system de samme principper som den civile sekundærradar, der fokuserer på selective identification feature (SIF). Begge benytter de samme standardiserede frekvenser (1030/1090 Mhz) til transmission og modtagelse. Det militære IFF-system er kompatibelt med det civile SSR-system (Secondary Surveillance Radar), og kan også aflæse civile transponderkoder, mens de civile sekundærradarer ikke kan aflæse de militære koder.

## IFF modes
- Mode 4 er et krypteret militært system.
- Mode 5 niveau 1 er en nyere version af mode 4, og giver desuden en unik kode for hvert fly.
- Mode 5 niveau 2 er det samme som mode 5 niveau 1, men giver yderligere information såsom position og andre detaljer.

## Selective Identification Feature
- Mode 1 er et tocifret militært mode, der fortæller hvilken slags opgave fartøjet er i færd med.
- Mode 2 er et firecifret militært mode, der identificerer flyet.
- Mode 3A er et firecifret civilt mode, der identificerer flyet.
- Mode 3C er et firecifret civlit mode, der fortæller flyets højde.
- Mode S er afløseren for mode 3A og 3C, der kombinerer de to modes, og samtidig angiver flyets kaldesignal.

## Benyttelse

### Fly
Systemet hører for det meste sammen med militære luftovervågningsradarsystemer, samt ved antiluftskyts, krigsskibe og militære fly.

### Landstyrker
Landstyrker såsom Infanteri- og Panserstyrker benytter reflektorer. Disse reflektorer er placeret på uniformer eller køretøjer. De reflekterer infrarødt lys og muliggør identifikation af venner i mørke ved hjælp af natkikkerter.
En anden variant er udviklet af Rheinmetall Defence. Det såkaldte ZEFF Basisdemonstrator Soldat giver soldaterne en pålidelig måde at identificere venlige styrker. Systemet består af en interrogator (anbragt på håndvåbenenet og en transponder på skulderen eller hjelmen. I 2005 var systemet ved at blive testet på infanteriskolen i Hammelburg. Systemet skulle være klar til brug i 2009. Systemets maksimale rækkevidde skulle være omkring 3.000 meter.

### Skibe
De fleste krigsskibe er efterhånden udstyret med IFF-systemer, der hjælper med radarens billedopbygning af skibe og fly. Ved at benytte IFF kan skibene afbryde deres AIS og stadig være i stand til at identificere venligtsindede skibe med samme udstyr.

## Historie
Det første IFF-udstyr blev udviklet under 2. Verdenskrig. Tyske jagerfly forfulgte ofte britiske bombefly hele vejen tilbage til Storbritannien og deres hjembase. Royal Air Force havde problemer med at kende forskel på egne og Luftwaffes kampfly. Man udviklede derfor et tophemmeligt system ved navn Parrot (eng: Papegøje) – og ønskede man at identificere et fly, kunne man bede flyet om at Squawk your parrot, altså at lade papegøjen skræppe. Betegnelsen "Squawk" benyttes stadig i moderne luftfart omhandlende transponderkoder.
På tyskernes side udviklede man også et IFF-system, GEMA på landsiden. Forespørgslerne foregik i VHF-båndet på henholdsvis 117 og 133 MHz. I flyene brugte man FuG 25a Erstling-transponderen, der svarede tilbage på 168 MHz. Den tekniske betegnelse for systemet var 300W-Ukw-Abfrage-Impuls-Wiederholer (300Watt-VHF-Forespørg-Impuls-gentager).